# Matilda Cullen Knowles
Matilda Cullen de Knowles (31 de enero de 1864 - 27 de abril de 1933) fue una botánica, brióloga, micóloga, y exploradora irlandesa, que desarrolló una intensa actividad taxonómica sobre la flora de la isla Clare.

## Biografía
Asistió a cursos de ciencias en el Colegio Real de Ciencias de Irlanda, y desde 1907 fue Asistente en el herbario de Ciencia y Arte (hoy Museo Nacional), donde permaneció hasta su jubilación veinte y seis años después, estando a cargo de las colecciones botánicas a raíz del retiro del prof. Thomas Johnson (1863-1954).
Estudió fanerógamas hasta 1909, cuando se asoció con Lorrain Smith en investigaciones en la isla Clare, iniciando estudios en el gran grupo de los líquenes que hasta entonces, no habían sido objeto de estudios topográficos y ecológicos.
Su obra cumbre "Los líquenes de Irlanda" (Acad Proc. RI. 1929), detalló la distribución de más de 800 especies.

## Algunas publicaciones
- michael e. Mitchell, m.c. Knowles, lilian Porter. 1998. Index of collectors in Knowles' The lichens of Ireland (1929) and Porter's supplement (1948): with a conspectus of lichen recording in the Irish vice-counties to 1950. Occasional papers 11. Ed. National Botanic Gardens, Glasnevin, 53 p.

- lilian Porter, m.c. Knowles. 1948. Lichens of Ireland. Proc. of the Royal Irish Acad. 51 ( 22). Ed. Hodges, Figgis, 40 p.

- a.l. Smith, m.c. Knowles. 1926. Lichens of the Dublin Foray. Trans. of the British Mycological Soc. 11 (1-2): 18-22

- m.c. Knowles. 1913. The Maritime and Marine Lichens of Howth. 14, Issue 6 of Scientific proc. 14 ( 6). Ed. Royal Dublin Soc. 143 p.

## Honores

### Eponimia
Especies de líquenes
- Verrucaria knowlesiae McCarthy

- La abreviatura «M.Knowles» se emplea para indicar a Matilda Cullen Knowles como autoridad en la descripción y clasificación científica de los vegetales.[3]